# Oxybelis koehleri
Oxybelis koehleri – gatunek węża z rodziny połozowatych (Colubridae). Występuje w Ameryce Centralnej. Prowadzi dzienny, nadrzewny tryb życia.

## Systematyka
Takson ten po raz pierwszy zgodnie z zasadami nazewnictwa binominalnego opisali w 2020 roku Robert C. Jadin ze współpracownikami na łamach „Organisms Diversity & Evolution”. Autorzy nadali wężowi nazwę Oxybelis koehleri. Jako miejsce typowe podali „El Arenal” w departamencie Zacapa, w Gwatemali (14°53′02″N 89°46′32″W/14,883889 -89,775556, wysokość około  560 m n.p.m.). Holotyp oznaczony jako UTA R-46846 (wcześniej jako ENS 9858), to samica o całkowitej długości 905 mm, która została odłowiona pomiędzy lutym a majem 1998 roku. W 2020 roku w wyniku badań filogenetycznych Jadin ze współpracownikami wyodrębnili Oxybelis koehleri z Oxybelis aeneus. Nie wyróżnia się podgatunków.

### Etymologia
- Oxybelis: gr. οξυβελης oxubelēs „ostro zakończony, ostry”[3].
- koehleri – na cześć Gunthera Köhlera, niemieckiego herpetologa, który wniósł duży wkład w systematykę i poznanie fauny Ameryki Centralnej[2].

## Morfologia
Jest to średniej wielkości wąż o głowie z cienkim pyskiem o dużej szczęce. Głowa dosyć jednolicie brązowa, czasami z kilkoma ciemniejszymi plamkami. Tułów cienki i smukły, jednolicie brązowy z kilkoma ciemniejszymi niewyraźnymi plamkami w okolicach grzbietu. Brzuch od białawego do żółtozielonego z parą ciemnych cienkich pasków bocznych. Ogon długi.
Wymiary:
|                          | Samiec   | Samica   |
| Długość całkowita (mm)   | 1330     | 1221     |
| Długość SVL (mm)         | 784      | 478      |
| Długość TL (mm)          | 305      | 643      |
| Łuski grzbietowe (rzędy) | 17/17/13 | 17/17/13 |
| Tarczki brzuszne         | 176–191  | 184–191  |
| Tarczki podogonowe       | 164–186  | 176–189  |

## Występowanie
Oxybelis koehleri występuje od Gwatemali poprzez Salwador, Honduras i Nikaraguę do Kostaryki.

## Ekologia i zachowanie
Gatunek prowadzi dzienny, nadrzewny tryb życia. Dieta tego gatunku składa się z owadów, małych ssaków, płazów, jaszczurek (m.in. Gymnophthalmus speciosus, Hemidactylus frenatus,  Ctenosaura bakeri, Ctenosaura similis, legwan zielony, bazyliszek płatkogłowy, Aspidoscelis deppii).

## Status zagrożenia
W Czerwonej księdze gatunków zagrożonych IUCN wąż Oxybelis koehleri jako nowo opisany gatunek nie jest jeszcze klasyfikowany.